# Mars 2005 en sport
Cette page concerne l'actualité sportive du mois de mars 2005.

## Mardi1ermars
- Football : surprises à l'occasion des huitièmes de finale de la Coupe de France. Clermont Foot, modeste seizième en Ligue 2, sort l'Olympique lyonnais, leader de Ligue 1, aux tirs au but après un match nul 1-1 arraché dans les arrêts de jeu par Sylvain Wiltord. Nîmes Olympique (National) poursuit également sa route en éliminant un troisième sociétaire de Ligue 1 : OGC Nice. Le score est sans appel, 4-0! Troisième match au programme ce soir : Sedan (L1) élimine logiquement l'US Quevilly (CFA) par 2-0. Le match US Boulogne - FC Nantes est reporté en raisons des mauvaises conditions météo. Suite du programme demain avec notamment le choc Auxerre – Paris Saint-Germain.

## Mercredi2 mars
- Football : suite des huitièmes de finale de la Coupe de France. Monaco élimine Rennes (0-1 après prolongation) et Sochaux s'impose logiquement à Albi (0-3). Surprise à Lille avec la victoire du sociétaire de Ligue 2, Grenoble : 1-3! Le choc Auxerre-PSG tourne finalement à l'avantage d'Auxerre (3-2) avec un doublé auxerrois à un quart d'heure du coup de sifflet final.

## Jeudi3 mars
- Football, championnat de France, ligue 1 : suspension de deux matches pour l'entraîneur du SC Bastia, François Ciccolini, à la suite de ses propos insultants tenus lors du match PSG-Bastia à l'encontre de Lorik Cana.

## Vendredi4 mars
- Formule 1, Grand Prix d'Australie : l'écurie Minardi ne peut pas s'aligner au départ des deux séances d'essais libres car leurs voitures ne sont pas conformes aux règlements 2005.

## Samedi5 mars
- Biathlon, championnats du monde à Hochfilzen du 4 au 13 mars :
  - Le Norvégien Ole Einar Björndalen remporte l'épreuve de sprint qui ouvre les championnats devant l'Allemand Sven Fischer et le Letton Ilmars Bricis. En après-midi, sprint féminin.
  - L'Allemande Uschi Disl est championne du monde sur l'épreuve du sprint devant la Russe Olga Zaïtseva et la Biélorusse Olena Zubrilova.
- Formule 1, Grand Prix d'Australie : 
  - Le bras de fer entre l'écurie Minardi et la FIA a tourné court. Autorisé par la justice australienne à disputer le Grand Prix avec des voitures n'étant pas aux normes 2005, Minardi pensait avoir gagné la partie. La FIA a alors brandi la mence d'exclure l'Australie du calendrier ; Minardi, récemment passé sous pavillon australien, a finalement accepté de mettre ses véhicules en conformité avec les règlements 2005. Les Minardi ont participé, sans vraiment briller, à la première séance de qualification.
  - Coup de théâtre lors de la première des deux séances d'essais chronométrés. À la suite d'une forte averse, Michael Schumacher se retrouve à 24 secondes de Giancarlo Fisichella, meilleur temps de cette séance! Le pilote Renault a bouclé son tour de piste juste avant l'averse.
- Ski alpin, Coupe du monde de ski alpin : l'Autrichien Hermann Maier remporte la descente de Kvitfjell devant son compatriote Mario Scheiber et le Suisse Ambrosi Hoffmann.

## Dimanche6 mars
- Biathlon, championnats du monde à Hochfilzen du 4 au 13 mars :
  - Le Norvégien Ole Einar Björndalen remporte l'épreuve de poursuite devant le Russe Sergei Tchepikov et l'Allemand Sven Fischer. C'est le second titre en deux épreuves pour Björndalen.
  - L'Allemande Uschi Disl est championne du monde sur l'épreuve du poursuite devant la Chinoise Liu Xianying et la Russe Olga Zaïtseva. C'est également le second titre en deux épreuves pour Disl.
- Compétition automobile
  - Formule 1, Grand Prix d'Australie : Giancarlo Fisichella remporte la course après avoir décroché la pole position, tandis que Fernando Alonso signe la troisième place et le meilleur temps en course. Renault est le grand vainqueur de cette ouverture de la saison. Ferrari limite les dégâts en intercalant Rubens Barrichello entre les deux pilotes Renault ; Michael Schumacher a abandonné à la suite d'un accrochage. Les Red Bull avec deux voitures ont de bons résultats dans points et David Coulthard au pied du podium. Article détaillé : Grand Prix d'Australie
  - NASCAR : Martin Truex Jr. gagne la première course NASCAR organisée à Mexico.
  - Indy Racing League : Dan Wheldon gagne la « Toyota Indy 300 », course inaugurale de la saison IRL 2005.
- Cyclisme, Paris-Nice : l'Allemand Jens Voigt est le premier leader de la première course du ProTour 2005. Voigt remporte le prologue de la « Route du soleil » avec deux secondes d'avance sur le Suisse Fabian Cancellara. Sylvain Chavanel réalise le quatrième chrono à quatre secondes du leader. En revanche, Lance Armstrong a déçu en ne signant que la 140e performance, à 27 secondes de Voigt.
- Golf  : Ernie Els remporte le « Dubai Desert Classic », un coup devant Miguel Angel Jiménez.
- Ski alpin, coupe du monde : l'Autrichien Hermann Maier remporte le super G de Kvitfjell en Norvège, devant le Suisse Didier Défago et l'Américain Daron Rahlves.
- Ski de fond :
  - Vasaloppet : Le Suédois Oskar Svärd gagne l'édition 2005 de la Vasaloppet.
  - Coupe du monde : victoire de la Russe Julija Tchepalova à l'étape finlandaise de Lahti. La Française Karine Philippot termine troisième.
- Tennis, Coupe Davis : la France élimine finalement la Suède et accède aux quarts de finale de la course au « saladier d'argent ».

## Lundi7 mars
- Cyclisme, Paris-Nice : le Belge Tom Boonen enlève au sprint la première étape qui menait les coureurs d'Étampes à Chabris (186,5 km). Derrière le Flamand, on trouve le Brésilien Luciano Pagliarini et l'Estonien Jaan Kirsipuu. Le Néerlandais Erik Dekker s'empare de la position de leader au classement général à la faveur des bonifications.

## Mardi8 mars
- Biathlon, championnats du monde à Hochfilzen du 4 au 13 mars : l'Allemande Andrea Henkel est championne du monde sur 15 km devant la Chinoise Ribo Sun et la Norvégienne Linda Tjoerhom. La Française Sandrine Bailly termine une nouvelle fois au pied du podium. À noter le forfait sur ce 15 km de la Norvégienne Liv Grete Poirée, qui a officialisé ses problèmes de santé depuis le début de la saison. La reine du biathlon est atteinte d’un virus proche de la mononucléose. Sa participation au relais norvégien est encore incertaine.
- Cyclisme, Paris-Nice : le tracé de l’étape est modifié en raison de chutes de neige durant la nuit (plus de 50 cm sur Thiers et sa région). Étape réduite à seulement 46,5 km remportée par le Belge Tom Boonen devant le Norvégien Kurt Asle Arvesen et l'Ukrainien Yaroslav Popovych. Tom Boonen est désormais leader du classement général.
- Football, huitièmes de finale de la Ligue des champions de l'UEFA :
  - Olympique lyonnais 7-2 Werder Brême;
  - Milan AC 1-0 Manchester United;
  - Chelsea FC 4-2 FC Barcelone.

## Mercredi9 mars
- Biathlon, championnats du monde à Hochfilzen du 4 au 13 mars : le Tchèque Roman Dostal remporte le titre de champion du monde sur le 20 km devant les Allemands Michael Greis et Ricco Gross.
- Cyclisme, ProTour 2005 :
  - Paris-Nice : le tracé de l’étape est à nouveau modifié en raison de chutes de neige. La DDE a fait des miracles afin que la course puisse se tenir. Étape réduite à 118 km remportée par l'Espagnol Vicente Reynés. Tom Boonen conserve la tête du classement général tandis que David Moncoutié s'empare du maillot de meilleur grimpeur. 
Article détaillé : Paris-Nice 2005
  - Tirreno-Adriatico : première étape de la course des deux mers remportée par l'Italien Alessandro Petacchi devant l'Autrichien Bernhard Eisel et l'Australien Robbie McEwen.
- Football : huitièmes de finale retour de la Ligue des champions de l'UEFA:
  - Bayer Leverkusen 1-3 Liverpool FC;
  - Juventus 2-0 Real Madrid (après prolongation);
  - Arsenal 1-0 Bayern Munich;
  - AS Monaco 0-2 PSV Eindhoven.

## Jeudi10 mars
- Cyclisme, ProTour 2005 :
  - Paris-Nice : le tracé de l’étape est une nouvelle fois modifié en raison de chutes de neige. Le Suisse Fabian Cancellara s’impose à Montélimar devant Jaan Kirsipuu et s'empare du maillot jaune et blanc de leader du classement général. À noter l'abandon de Lance Armstrong ; il a quitté la course dès hier pour poursuivre son programme d'entraînement à Gérone (Espagne)
Article détaillé : Paris-Nice 2005
  - Tirreno-Adriatico : l'Espagnol Óscar Freire remporte la deuxième étape en s’imposant à Tivoli devant son compatriote Ángel Vicioso et le Français Laurent Brochard. Le tracé de la troisième étape prévue demain a été modifié en raison de chutes de neige.
- Football, huitièmes de finale aller de la Coupe UEFA :
  - Middlesbrough FC 2-3 Sporting Clube de Portugal;
  - FC Séville 0-0 Parme AC ;
  - Steaua Bucarest match remis Villarreal Club de Fútbol;
  - LOSC Lille 0-1 AJ Auxerre;
  - Olympiakos 1-3 Newcastle United FC;
  - FC Chakhtior Donetsk 1-3 AZ Alkmaar;
  - Partizan Belgrade 1-1 CSKA Moscou;
  - Austria Vienne 1-1 Real Saragosse.
- Ski alpin, finales de la coupe du monde à Lenzerheide :
  - L'Autrichienne Renate Götschl remporte la descente de Lenzerheide devant la Française Ingrid Jacquemod et l'Allemande Hilde Gerg. Elle remporte du même coup la coupe du monde de la discipline.
  - Le Norvégien Lasse Kjus remporte la descente de Lenzerheide devant l'Américain Bode Miller et  l'Autrichien Fritz Strobl. L'Autrichien Michael Walchhofer, quatrième de la course remporte la coupe du monde de la discipline.

## Vendredi11 mars
- Biathlon, championnats du monde à Hochfilzen du 4 au 13 mars : la Russie remporte le titre de champion du monde de relais féminin devant les Allemandes et les Biélorusses. La poisse s’acharne sur l’équipe de France qui termine à la quatrième place.
- Cyclisme, ProTour 2005 :
  - Paris-Nice : l’Italien Gilberto Simoni s’impose au Mont Faron devant l'Australien Cadel Evans et le Français David Moncoutié. L'Américain Bobby Julich prend le maillot jaune et blanc de leader du classement général devant Constantino Zaballa (à 19 secondes) et Alejandro Valverde (à 20 secondes).
  - Tirreno-Adriatico : l'Espagnol Óscar Freire remporte au sprint la troisième étape devant le Français Laurent Brochard et l'Allemand Danilo Hondo. Bonifications à l'arrivée obligent, Oscar Freire consolide sa place de leader du classement général.
- Saut à ski : le Finlandais Janne Ahonen remporte la Coupe du monde de saut à ski. Vainqueur de douze concours cette saison, il s'est contenté de la quatrième place à Lillehammer pour assurer le titre à trois étapes de la fin de la saison.
- Ski alpin, finales de la coupe du monde à Lenzerheide :
  - L'Autrichienne Michaela Dorfmeister gagne le super G devant sa compatriote Marlies Schild et la Suédoise Anja Pärson. Michaela Dorfmeister remporte du même coup la coupe du monde de la discipline.
  - Les Américains Daron Rahlves et Bode Miller se partagent la victoire en super G, l'Autrichien Stefan Goergl termine à la troisième place. Bode Miller remporte du même coup la coupe du monde de la discipline.

## Samedi12 mars
- Biathlon, championnats du monde à Hochfilzen du 4 au 13 mars : la Norvège remporte le titre de champion du monde de relais masculin.
- Cyclisme, ProTour 2005 :
  - Paris-Nice : le Néerlandais Joost Posthuma s’impose détaché à Cannes. Bobby Julich conserve le maillot de leader du classement général.
  - Tirreno-Adriatico : suite du festival Óscar Freire qui enlève une nouvelle étape sur la route des deux mers. Oscar Freire consolide encore sa place de leader du classement général.
- Football : l'arbitre suédois Anders Frisk arrête sa carrière internationale. Sa décision a été provoquée par les menaces de mort reçus depuis son arbitrage du match Ligue des champions entre le Chelsea FC et le FC Barcelone. L'équipe anglaise de Chelsea et ses supporteurs accusent l'arbitre de partialité.
- Rugby à XV, Tournoi des Six Nations : le XV de France met fin aux rêves de Grand Chelem du XV d'Irlande en allant s'imposer à Dublin 19-26. Dans le même temps, XV d'Angleterre signe, enfin, son premier succès dans le Tournoi 2005 en dominant le XV d'Italie, 39-7 à Twickenham
- Ski alpin, finales de la coupe du monde à Lenzerheide :
  - L'Américaine Sarah Schleper gagne le slalom devant la Croate Janica Kostelić et l'Autrichienne Nicole Hosp. Tanja Poutiainen, quatrième de la course, remporte la coupe du monde de la discipline.
  - L'Autrichien Stefan Goergl remporte le slalom devant l'Américain Bode Miller et son compratriote Benjamin Raich qui remporte du même coup la coupe du monde de la discipline.

## Dimanche13 mars
- Biathlon, championnats du monde à Hochfilzen du 4 au 13 mars : 
  - Le Norvégien Ole Einar Björndalen empoche un nouveau titre de champion du monde dans l'épreuve finale, le départ en ligne. L'Allemand Sven Fischer termine deuxième devant le Français Raphaël Poirée, qui remporte la première médaille française de ces championnats.
  - La Norvégienne Gro Istad-Krisiansen remporte l'épreuve du départ en ligne féminin devant la Suédoise Anna Carin Olofsson et la Russe Olga Pyleva.
- Cyclisme, ProTour 2005 :
  - Paris-Nice : l'Espagnol Alejandro Valverde remporte la dernière étape sur la Promenade des Anglais. Bobby Julich enlève l'édition 2005 de Paris-Nice ; il est le premier coureur américain à inscrire son nom au palmarès de la course au soleil.
  - Tirreno-Adriatico : le Néerlandais Servais Knaven gagne la cinquième étape de la course des deux mers. L'Espagnol Óscar Freire conserve le maillot de leader au classement général.
- Golf:
  - Circuit américain : Padraig Harrington remporte son premier tournoi PGA à Mirasol en Floride.
  - Circuit européen : Ernie Els gagne le Masters du Qatar.
- Rugby à XV, Tournoi des Six Nations : le XV de Galles reste en course pour le Grand Chelem à la suite de sa démonstration à Édimbourg face à un faible XV d'Écosse (22-46).
- Ski alpin, finales de la coupe du monde à Lenzerheide :
  - L'Espagnole Maria Jose Rienda Contreras gagne le géant devant la Finlandaise Tanja Poutiainen et l'Autrichienne Nicole Hosp. Tanja Poutiainen remporte la coupe du monde de la discipline. La Suédoise Anja Pärson enlève la Coupe du monde de ski alpin féminin avec seulement trois petits d'avance sur la Croate Janica Kostelić.
  - L'Autrichien Mario Matt remporte le géant devant l'Allemand Alois Vogl et son compatriote Rainer Schönfelder. Benjamin Raich était déjà assuré du titre de la discipline avant cette ultime épreuve.
- Sport automobile : 
  - Championnat du monde des rallyes 2005, Rallye du Mexique : le Norvégien Petter Solberg remporte le Rallye du Mexique sur une Subaru Impreza devant Marcus Grönholm et Markko Märtin. À noter le remontée de Sébastien Loeb le dernier jour du rallye. Le pilote français retardé par un problème mécanique le premier jour limite la casse en terminant quatrième du classement général final.
  - NASCAR : Jimmie Johnson gagne la UAW-DaimlerChrysler 400 à Las Vegas.

## Lundi14 mars
- Cyclisme, ProTour 2005, Tirreno-Adriatico : l'Italien Alessandro Petacchi enlève la sixième étape devant l'Espagnol Óscar Freire et l'Australien Robbie McEwen. Oscar Freire conserve le maillot de leader au classement général avec 19 secondes d'avance sur Petacchi.

## Mardi15 mars
- Cyclisme, ProTour 2005, Tirreno-Adriatico : l'Italien Alessandro Petacchi remporte la septième et dernière étape devant son compatriote Mario Cipollini et l'Allemand Danilo Hondo. L'Espagnol Óscar Freire remporte l'épreuve devant Alessandro Petacchi.
- Football : huitièmes de finale retour de la Ligue des champions de l'UEFA : Inter Milan 3-1 FC Porto.

## Mercredi16 mars
- Voile, Trophée Jules-Verne : l'équipage d'Orange II emmené par Bruno Peyron boucle le tour du monde à la voile en équipage en 50 jours, 16 heures, 20 minutes et 4 secondes. Le nouveau record améliore la performance de Steve Fossett de près de huit jours.
- Football : 
  -  : huitièmes de finale retour de la Coupe UEFA :
    - AZ Alkmaar 2-1 FC Chakhtior Donetsk;
    - huitièmes de finale aller de la Coupe UEFA :
    - Newcastle United FC 4-0 Olympiakos
    - Steaua Bucarest 0-0 Villarreal Club de Fútbol

  - Coupe de France : surprise à l’occasion du dernier match des huitièmes de finale de la Coupe de France : l’US Boulogne (D4) élimine le FC Nantes (D1), par 3 à 2.
- Patinage artistique, championnats du monde, à Moscou, Russie, du 14 au 20 mars : le couple russe Tatiana Totmianina et Maksim Marinin remporte le premier titre de ces championnats  devant leurs compatriotes Maria Petrova et Aleksey Tikhonov et les Chinois Dan Zhang et Hao Zhang.

## Jeudi17 mars
- Football, huitièmes de finale retour de la Coupe UEFA :  
  - CSKA Moscou 2-0 Partizan Belgrade;
  - Sporting Clube de Portugal 1-0 Middlesbrough FC;
  - Parme AC 1-0 FC Séville;
  - AJ Auxerre 0-0 LOSC Lille;
  - Real Saragosse 2-2 Austria Vienne.
- Patinage artistique, championnats du monde, à Moscou, Russie, du 14 au 20 mars : le Suisse Stéphane Lambiel est champion du monde individuel devant le Canadien Jeffrey Buttle et l'Américain Evan Lysacek.

## Vendredi18 mars
- Football, tirage au sort des quarts de finale de la Ligue des champions de l'UEFA
  - Liverpool - Juventus ;
  - Chelsea - Bayern;
  - Milan AC - Inter Milan;
  - Lyon - PSV Eindhoven.
- Football, tirage au sort des quarts de finale de la Coupe UEFA : 
  - Steaua Bucarest ou Villarreal Club de Fútbol - AZ Alkmaar;
  - CSKA Moscou - AJ Auxerre;
  - Newcastle UFC - Sporting;
  - Austria Vienne - Parme AC.
- Patinage artistique, championnats du monde, à Moscou, Russie du 14 au 20 mars : les Russes Tatiana Navka et Roman Kostomarov s'imposent en danse sur glace devant les Américains Tanith Belbin et Benjamin Agostoet et les Ukrainiens Olena Hrushyna et Ruslan Honcharov.

## Samedi19 mars
- Biathlon, coupe du monde : 
  - Le Norvégien Ole Einar Björndalen remporte la coupe du monde devant l'Allemand Sven Fischer et le Français Raphaël Poirée. Sven Fischer, grippé, n'a pas pu défendre ses chances à l'occasion de la dernière course de la saison et s'est fait doubler sur le fil par Björndalen au classement général de la Coupe du monde.
  - La Française Sandrine Bailly remporte la coupe du monde devant l'Allemande Kati Wilhelm et la Russe Olga Pyleva.
- Cyclisme, ProTour 2005, Milan-San Remo : l'Italien Alessandro Petacchi remporte la première grande classique de sa carrière devant l'Allemand Danilo Hondo.
- Patinage artistique, championnats du monde, à Moscou, Russie du 14 au 20 mars : la Russe Irina Sloutskaïa enlève le titre individuel féminin devant l'Américaine Sasha Cohen et l'Italienne Carolina Kostner.
- Rugby à XV, Tournoi des Six Nations : le Pays de Galles remporte le Tournoi et empoche son premier Grand Chelem depuis 1978 : 
  - XV d'Italie 13, XV de France 56.
  - XV du Pays de Galles 32, XV d'Irlande 20.

## Dimanche20 mars
- Athlétisme, championnats du monde Cross-country : l'Éthiopien Kenenisa Bekele remporte le titre mondial sur cross long, 24 heures après avoir gagné le titre sur cross court.
- Formule 1, Grand Prix automobile de Malaisie : Fernando Alonso remporte sur une Renault le GP de Malaisie.
- Rugby à sept, coupe du monde : Fidji est champion du monde en s'imposant en finale face à la Nouvelle-Zélande, 29-19.
- Volley-ball, Ligue féminine des champions : la finale 100 % italienne est enlevée par Bergame face à Novare par trois sets à rien (25-18, 25-16, 25-17).
- Saut à ski : le Norvégien Bjørn Einar Romøren bat le record du monde de distance sur le tremplin de Planica en Slovénie. Son saut a été mesuré à 239 m

## Jeudi24 mars
- Cyclisme sur piste, championnats du monde :
  - Vitesse par équipes hommes : la Grande-Bretagne remporte le titre devant les Pays-Bas et l'Allemagne.
  - Course aux points hommes : l'Ukrainien Volodymyr Rybin est champion du monde devant le Grec Ioánnis Tamourídis et l'Espagnol Joan Llaneras
  - 500 m femmes : la Biélorusse Natalia Tsylinskaya gagne le maillot arc en ciel devant l'Australienne Anna Meares et la Néerlandaise Yvonne Hijgenaar.

## Vendredi25 mars
- Football, matchs de qualification de la Zone Asiatique pour la coupe du monde de football 2006 : 
  - Arabie saoudite 2:0 République de Corée;
  - Koweït 2:1 Ouzbékistan;
  - Iran 2:1 Japon;
  - RDP Corée 1:2 Bahreïn.
- Cyclisme sur piste, championnats du monde : 
  - Keirin hommes :  Le Néerlandais Teun Mulder est champion du monde devant Barry Forde (Bahreïn) et Shaun John Kelly (Australie).
  - Kilomètre hommes :  Le Néerlandais Theo Bos s'impose devant les Britanniques Jason Queally et Chris Hoy.
  - Poursuite hommes :  L'Allemand Robert Bartko est champion du monde devant l'Espagnol Sergi Escobar et le Russe Alexander Serov.
  - Course aux points femmes : L'Italienne Vera Carrara remporte l'épreuve devant la Russe Olga Slyusareva et l'Australienne Katherine Bates.

## Samedi26 mars
- Football, matchs de qualification pour la coupe du monde de football 2006
  - Zone Africaine : 
    - Tunisie 7:0 Malawi;
    - Maroc 1:0 Guinée;
    - Zambie 2:0 Congo;
    - Nigeria 2:0 Gabon;
    - Burkina Faso 1:2 Cap Vert;
    - Afrique du Sud 2:1  Ouganda;
    - Kenya 1:0 Botswana;
    - Sénégal 6:1 Libéria .

  - Zone Amérique du Nord, centrale et Caraïbes : 
    - Guatemala 5:1 Trinité-et-Tobago;
    - Costa Rica 2:1 Panama.

  - Zone Européenne : 
    - Turquie 2:0 Albanie;
    - Roumanie 0:2 Pays-Bas;
    - Danemark 3:0 Kazakhstan;
    - Israël 1:1 République d'Irlande;
    - Belgique 4:1 Bosnie-Herzégovine;
    - Italie 2:0 Écosse;
    - Géorgie 1:3 Grèce;
    - France 0:0 Suisse;
    - Bulgarie 0:3 Suède;
    - Arménie 2:1 Andorre;
    - Pays de Galles 0:2 Autriche;
    - Angleterre 4:0 Irlande du Nord ;
    - République tchèque 4:3 Finlande;
    - Liechtenstein 1:2 Russie;
    - Croatie 4:0 Islande;
    - Estonie 1:2 Slovaquie;
    - Pologne 8:0 Azerbaïdjan

  - Zone Amérique du Sud : 
    - Chili 1:1 Uruguay;
    - Bolivie 1:2 Argentine;
    - Venezuela 0:0 Colombie.
- Cyclisme sur piste, championnats du monde :
  - Vitesse par équipes hommes :  la Grande-Bretagne remporte le titre devant les Pays-Bas et l'Allemagne.
  - Poursuite par équipe hommes :  la Grande-Bretagne est championne du monde devant les Pays-Bas et l'Australie.
  - 15 km hommes :  la Danoise Alex Rasmussen remporte l'épreuve devant le Néo-Zélandais Gregory Henderson et le Belge Matthew Gilmore.
  - Sprint Femmes :  la Britannique Victoria Pendleton gagne devant la Russe Tamilla Abassova et l'Australienne Anna Meares.

## Dimanche27 mars
- Volley, Ligue des champions : victoire en finale du club français Tours Volley-Ball (TVB) à Salonique (Grèce), face à l'Iraklis Salonique.
- Football, matchs de qualification pour la coupe du monde 2006 :
  - Zone Africaine :
    - Algérie 1:0 Rwanda;
    - Égypte 4:1 Libye;
    - Zimbabwe 2:0 Angola;
    - Mali 1:2 Togo;
    - Côte d'Ivoire 3:0 Bénin;
    - Cameroun 2:1	Soudan;
    - Congo RD 1:1 Ghana.

  - Zone Amérique du Nord, centrale et Caraïbes : Mexique 2:1 É.-U.
  - Zone Amérique du Sud : 
    - Équateur 5:2 Paraguay;
    - Brésil 1:0 Pérou.
- Cyclisme sur piste, championnats du monde :
  - Vitesse par équipes hommes  : la Grande-Bretagne remporte le titre devant les Pays-Bas et l'Allemagne.
  - Sprint hommes :  l'Allemand René Wolff est champion du monde devant le Français Mickaël Bourgain et l'Australien Jobie Dajka.
  - Keirin femmes :  la Française Clara Sanchez remporte l'épreuve devant l'Italienne Elisa Frisoni et la Néerlandaise Yvonne Hijgenaar
  - Madison femmes :  la Grande-Bretagne gagne le titre devant les Pays-Bas et la Belgique.
  - 10 km femmes :  la Russe Olga Slyusareva s'impose devant l'Australienne Katherine Bates et l'Ukrainienne Lyudmyla Vypyraylo.
- Curling, championnats du monde féminin : la Suède remporte le titre devant les États-Unis et la Norvège.

## Mardi29 mars
- Sports équestres, Saut d'obstacles : médaille d'or à l'occasion des Jeux olympiques d'été de 2004, l'Irlandais Cian O'Connor perd son titre olympique en raison d'un cas avéré de dopage concernant son cheval. L'athlète a un mois pour faire appel auprès du Tribunal arbitral du sport.
- Football, matchs de qualification pour la coupe du monde 2006 :
  - Zone Amérique du Sud : Bolivie 3:1 Venezuela.
- Cyclisme : le Français Laurent Brochard a remporté mardi la semi-classique Paris-Camembert. Le coureur de la formation Bouygues Telecom s'est imposé pour la troisième fois de sa carrière dans cette course comptant pour la Coupe de France. À l'arrivée à Vimoutiers, Brochard a devancé de 7" un peloton comprenant notamment Lance Armstrong. L'Australien Lancaster (Panaria) finit 2e devant le Français Sandy Casar (Française des jeux) et Gusev (CSC).

## Mercredi30 mars
- Football, matchs de qualification pour la coupe du monde 2006 :
  - Zone Amérique du Nord, centrale et Caraïbes : 
    - Panama 1:1 Mexique;
    - États-Unis 2:0 Guatemala;
    - Trinité-et-Tobago 0:0 Costa Rica.

  - Zone Européenne : 
    - Saint Marin 1:2 Belgique;
    - Suisse 1:0 Chypre;
    - Autriche 1:0 Pays de Galles;
    - Pays-Bas 2:0 Arménie;
    - Serbie et Monténégro 0:0 Espagne;
    - Grèce 2:0 Albanie;
    - Géorgie 2:5 Turquie;
    - Israël 1:1 France;
    - Moldavie 0:0 Norvège;
    - Hongrie 1:1 Bulgarie;
    - Pologne 1:0 Irlande du Nord;
    - Slovénie 1:1 Bélarus;
    - Estonie 1:1 Russie;
    - Croatie 3:0 Malte;
    - Andorre 0:4 République tchèque;
    - Slovaquie 1:1 Portugal;
    - Lettonie 4:0 Luxembourg;
    - Ukraine 1:0 Danemark;
    - Bosnie-Herzégovine 1:1 Lituanie;
    - Macédoine 1:2 Roumanie;
    - Angleterre 2:0 Azerbaïdjan.

  - Zone Amérique du Sud :
    - Uruguay 1:1 Brésil;
    - Pérou 2:2 Équateur;
    - Argentine 1:0 Colombie;
    - Paraguay 2:1 Chili.

  - Zone Asiatique :
    - RDP Corée 0:2 Iran;
    - République de Corée 2:1 Ouzbékistan;
    - Koweït 0:0 Arabie saoudite;
    - Japon 1:0 Bahreïn.